# U- und S-Bahnhof Klinikum (Fürth)
Der U-Bahnhof Klinikum (Abkürzung: KF) wurde als 40. U-Bahnhof der Nürnberger U-Bahn am 4. Dezember 2004 eröffnet. Er ist 910 m vom U-Bahnhof Hardhöhe und 957 m vom U-Bahnhof Stadthalle entfernt. Bis zum 8. Dezember 2007 war er Endbahnhof für die Linie U1. Nach früheren Planungen sollte der Bahnhof wie der ehemalige nahe gelegene Bahn-Haltepunkt Fürth Unterfarrnbach heißen, nach noch älteren Planungen Würzburger Straße. Am 31. Mai 2022 wurde umgekehrt die S-Bahn-Station im Zuge des S-Bahn-Baus in Fürth-Klinikum umbenannt. Täglich wird er von rund 11.800 Fahrgästen genutzt (Mo–Fr, 2019).

## Lage und Infrastruktur

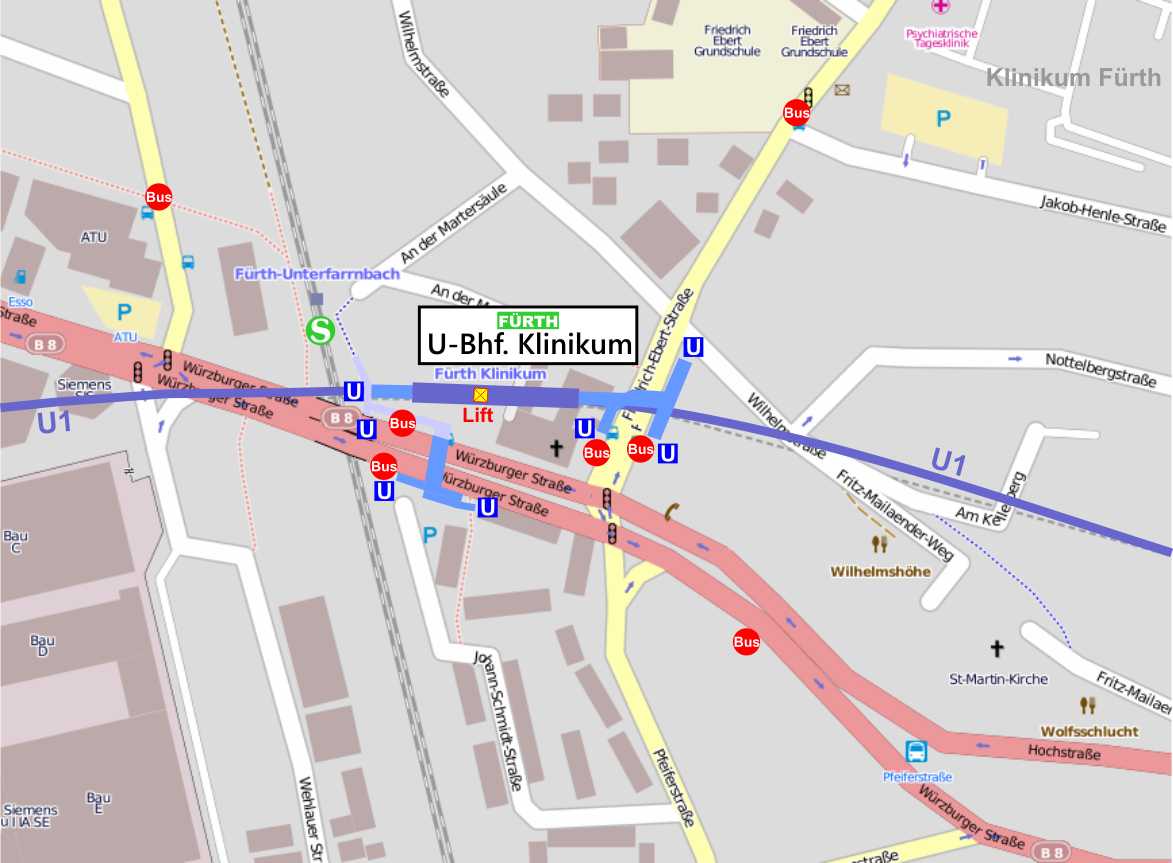
Lageplan U-Bhf. Fürth/Klinikum

Der Bahnhof liegt im Fürther Stadtteil Schwand und erstreckt sich unterirdisch nördlich der Würzburger Straße zwischen Friedrich-Ebert-Straße und der Bahnstrecke Nürnberg–Bamberg. Vom westlichen Bahnsteigende führen ein Ausgang sowie der Aufzug direkt an die Oberfläche zum Karmelitenplatz, der östliche Aufgang mündet in ein Verteilergeschoss unter der Friedrich-Ebert-Straße und von dort aus mit drei Aufgängen an die Oberfläche. An den Bahnhof schließt sich Richtung Langwasser ein doppelter Gleiswechsel an.
In der direkten Umgebung des Bahnhofs befindet sich das Fürther Klinikum.

## Bauwerk und Architektur
Das Bahnhofsbauwerk, für das die Bauarbeiten am 20. Juni 2000 begannen, ist 140 m lang. Schwierigkeiten bereitete die Christkönigskirche, die sich direkt über dem Bahnhof befindet. Um diese bei den Bauarbeiten nicht zu beschädigen, wurde ein 60 m langer Rohrschirm aus 18 Stahlrohren zwischen Gebäude und Bahnhofsbauwerk eingezogen, in dessen Schutz die Baugrube ausgehoben wurde, der restliche Bahnhofsteil wurde in offener Bauweise erstellt.
Die Gestaltung des Bahnhofs wurde von der Georg-Simon-Ohm-Hochschule, Fachbereich Gestaltung, im Rahmen eines Design-Projekts entwickelt. Der Entwurf stammte von Hartmut Victor Brüchert und wurde zusammen mit den Professoren Ethelbert Hörmann und Ortwin Michl verwirklicht. Das Thema des Bahnhofs ist an die ihn umgebenden Gebäude (Klinikum, Kindergarten und Altenheim) angepasst und lautet „Bausteine des Lebens“: das gesamte Bauwerk ist in hellen Farben gehalten und wird von Beton, Stahl und Glas dominiert. An den Bahnsteigwänden sind Nachbildungen der menschlichen DNA angebracht.

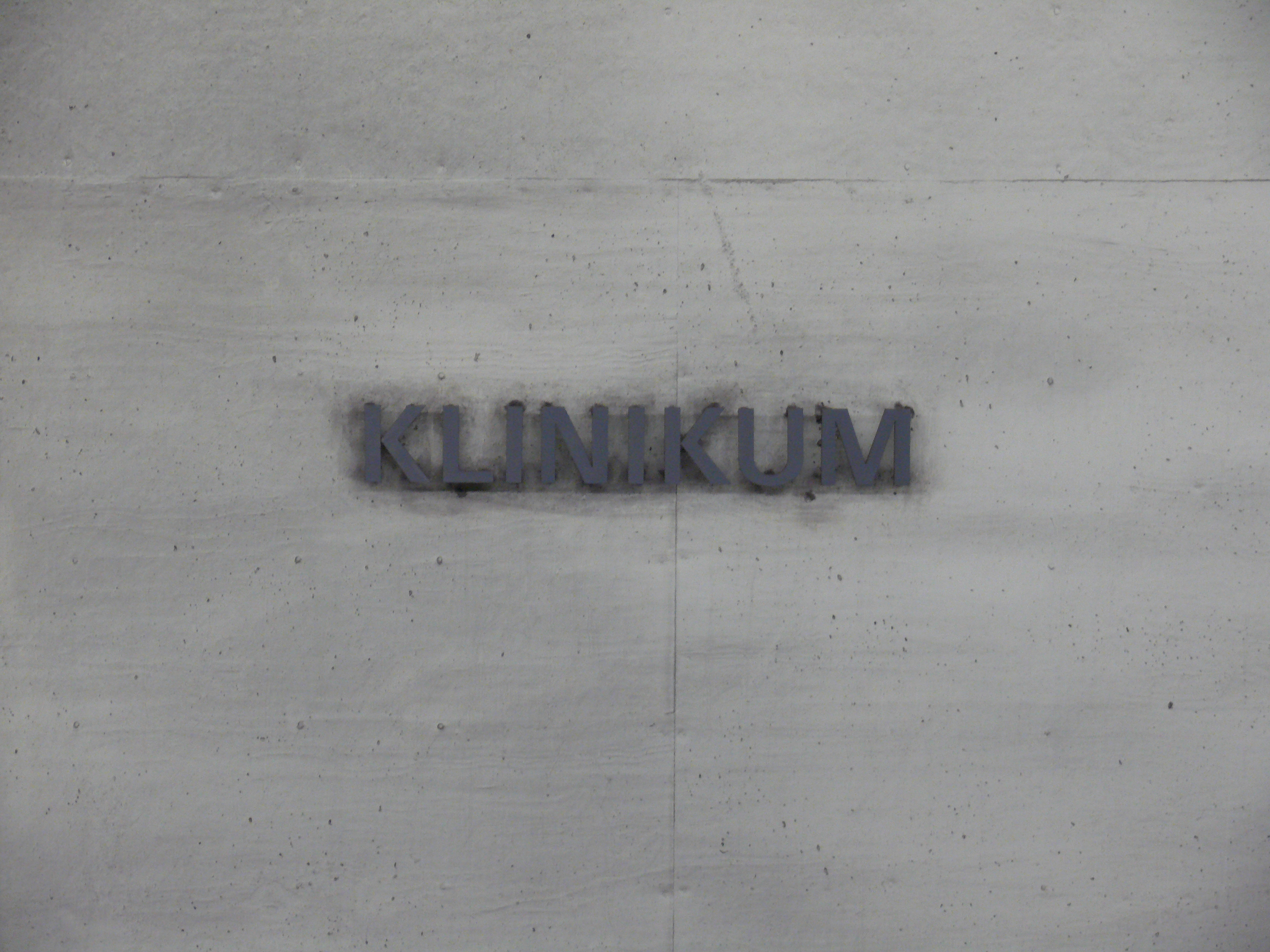
Stationsname an der Bahnsteigwand
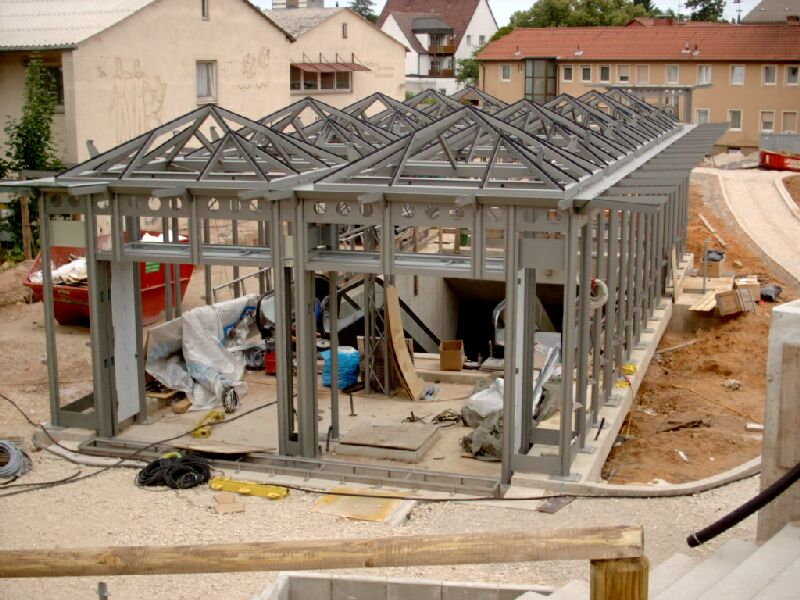
Bau des Westausgang des U-Bahnhofs (Juli 2004)
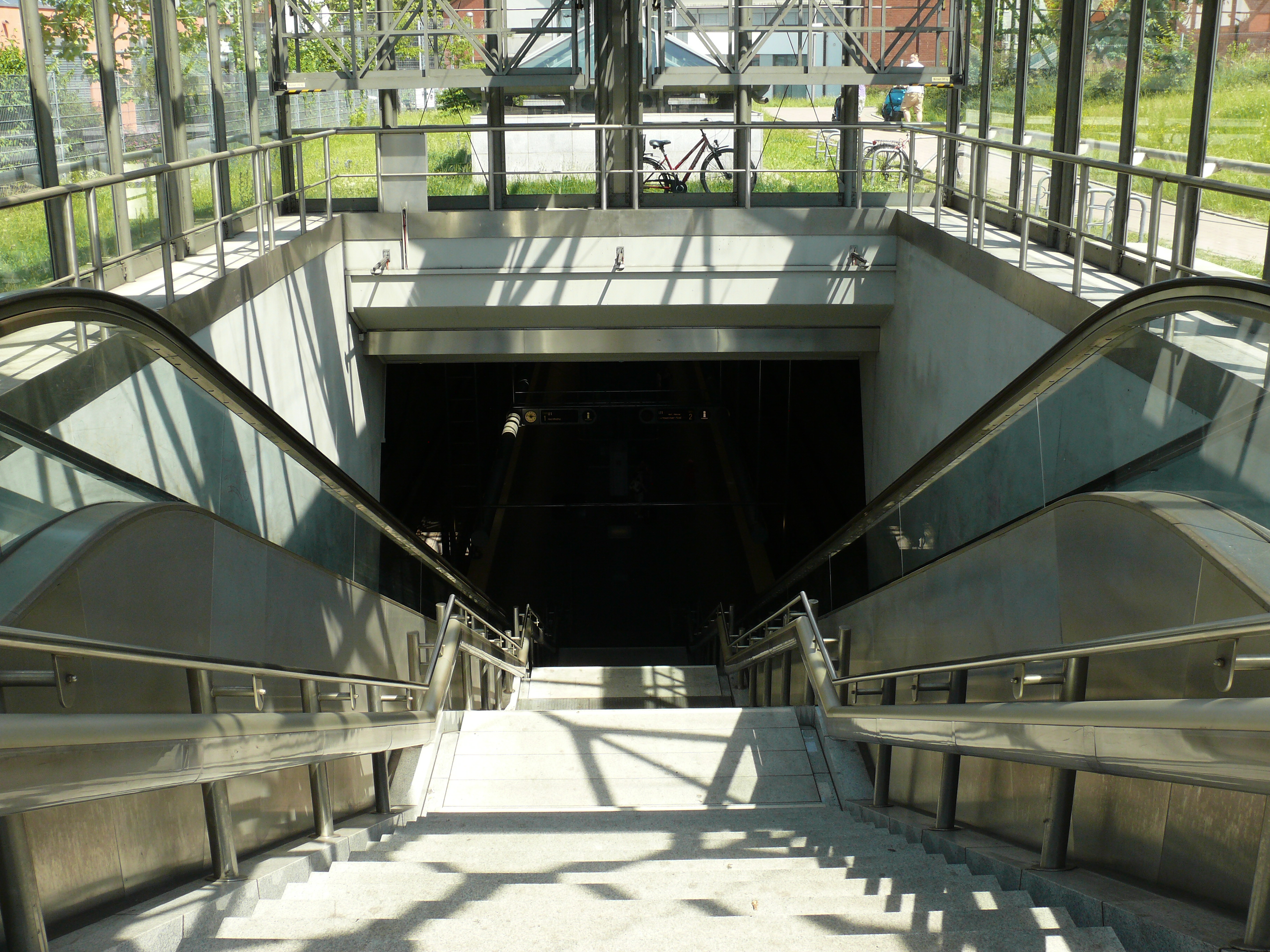
Abgang von der Oberfläche zur Bahnsteigebene
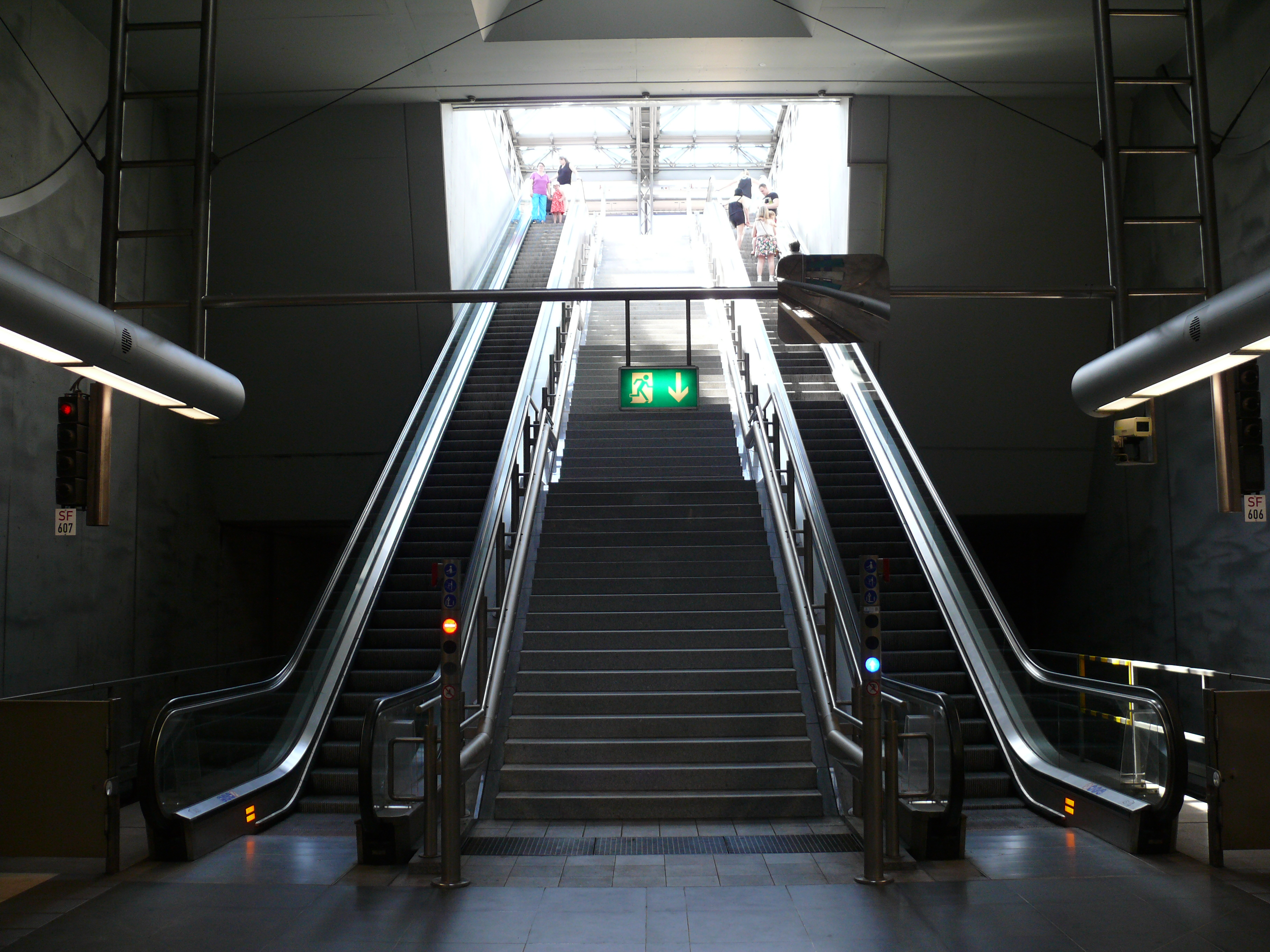
Aufgang von der Bahnsteigebene zur Oberfläche
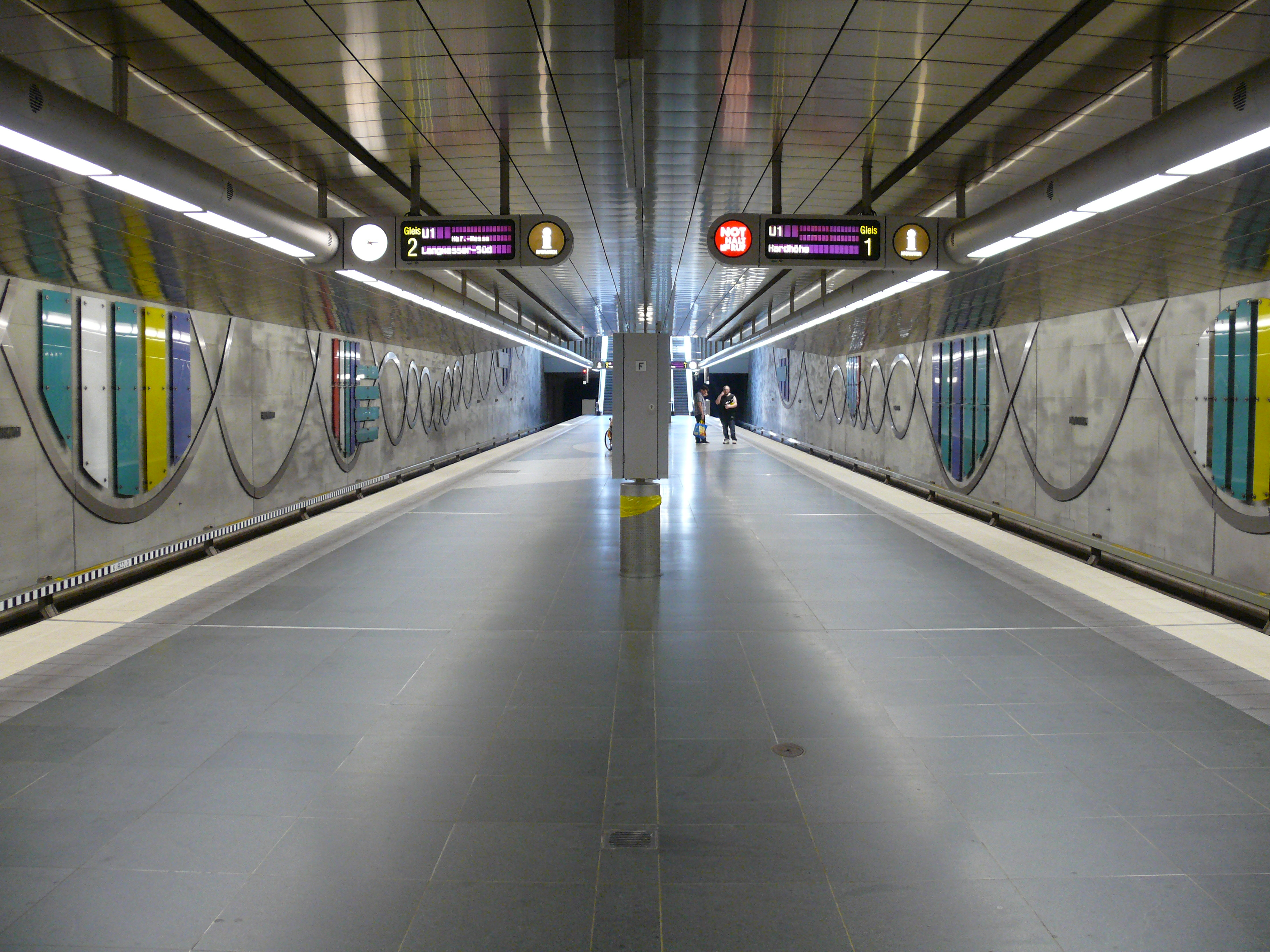
Nachbildungen menschlicher DNA an den Bahnsteigwänden

## Linien

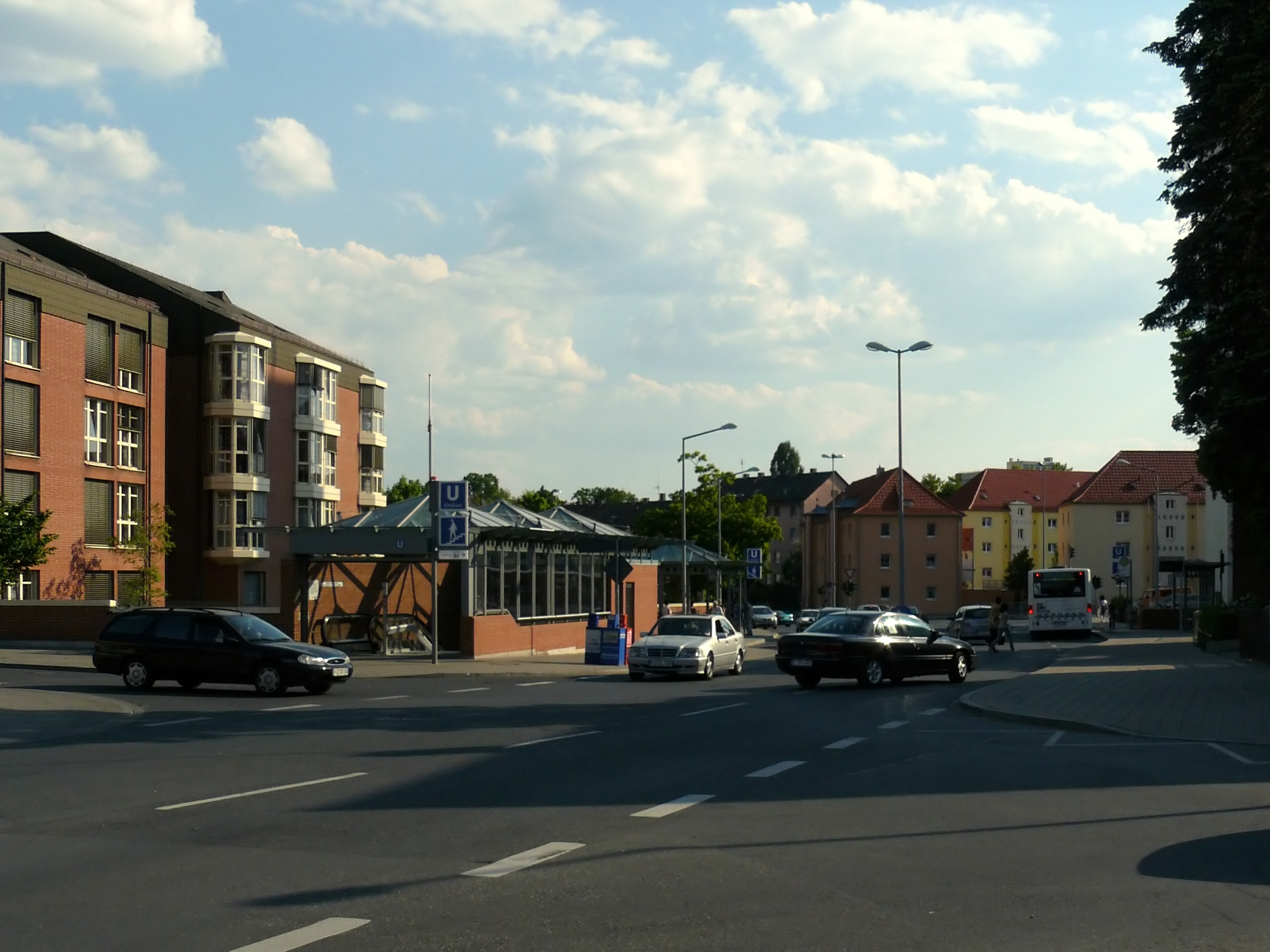
Haltestelle Klinikum Ost

| Linie | Verlauf | Takt                                  |
| ----- | --- | ------------------------------------- |
| U1    | Langwasser Süd – Gemeinschaftshaus – Langwasser Mitte – Scharfreiterring – Langwasser Nord – Messe – Bauernfeindstraße – Hasenbuck – Frankenstraße – Maffeiplatz – Aufseßplatz – Hauptbahnhof – Lorenzkirche – Weißer Turm – Plärrer – Gostenhof – Bärenschanze – Maximilianstraße – Eberhardshof – Muggenhof – Stadtgrenze – Jakobinenstraße – Fürth Hauptbahnhof – Rathaus – Stadthalle – Klinikum – Hardhöhe Stand: Fahrplanwechsel Dezember 2024 | 5 min (HVZ) 6⅔ min (NVZ) 10 min (SVZ) |

Der Bahnhof wird von der Linie U1 bedient. An der Oberfläche befinden sich die beiden Bushaltestellen Klinikum West und Klinikum Ost, an denen die Stadtbuslinien 171, 172, und 175 sowie die OVF-Linien 125 und 126 halten. Das etwa 500 m entfernte Klinikum Fürth ist aber besser erreichbar über die Haltestelle Jakob-Henle-Straße/Klinikum (Linien 171 und 175). Am Wochenende verkehrt auch die Nachtbuslinie N9.

## Haltepunkt Fürth Klinikum

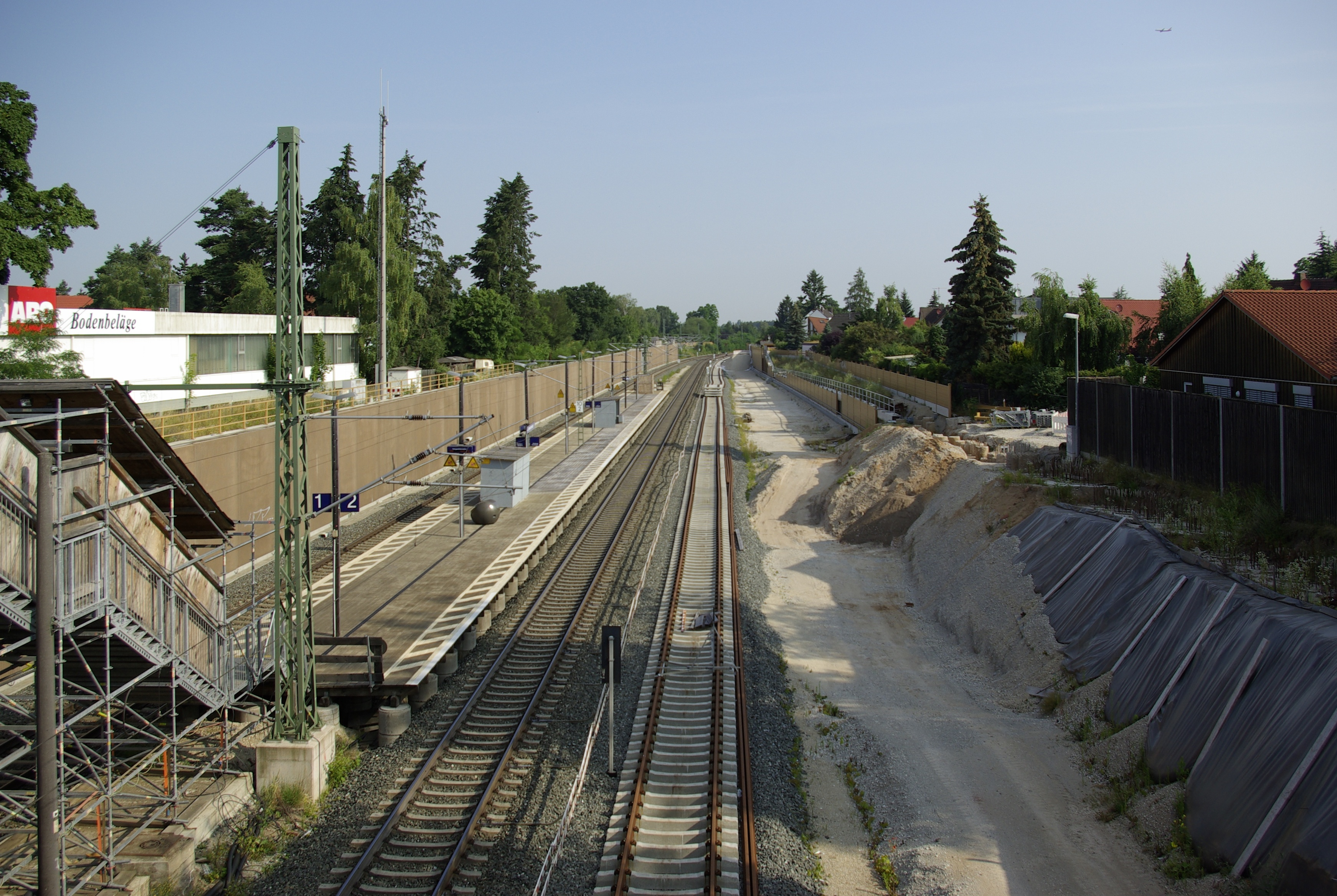
Der provisorische Haltepunkt Fürth-Unterfarrnbach im Juli 2013

Westlich des U-Bahnhofs befindet sich der DB-Haltepunkt Fürth Klinikum, an dem zur S-Bahnlinie S1 umgestiegen werden kann. Der Haltepunkt wurde an Stelle des alten Haltepunktes Unterfarrnbach vollständig neu errichtet und ist seit 31. Mai 2022 in Betrieb. Die S1 fährt parallel zur U1 ebenfalls die Hauptbahnhöfe in Fürth und Nürnberg an, wobei die Fahrtzeit nach Nürnberg mit 13 bis 15 Minuten deutlich kürzer ist als die der U-Bahn mit 24 Minuten. Da die S1 seltener fährt ist die Nutzung der U1 trotzdem oft der schnellere Weg. Beide Systeme sind nicht durch direkte Verbindungswege oder gemeinsame Abfahrtsanzeigen koordiniert.
Im Mai 2022 wurden die Bauarbeiten zum Umbau der Station abgeschlossen. Die Strecke ist von Fürth Hbf bis kurz vor der Regnitzbrücke zwischen den Stadtteilen Schwand und Stadeln durchgehend viergleisig. Vor der Brücke wird über die sogenannte „Interimslösung“ (in Form von zusätzlichen Weichen) die S-Bahn-Strecke mit der zweigleisigen Hauptstrecke nach Norden verknüpft. Damit wurde ab Dezember 2022 ein durchgehender 20-Minuten-Takt der S1 möglich und angeboten.
Ein drittes, separates Gleis für die S-Bahn von der Regnitzbrücke bis nach Erlangen-Eltersdorf ist in Planung, die Linienführung steht noch nicht fest (Stand 2022). Die für dieses Gleis bereits 2014 zusätzlich gebaute Regnitzbrücke bleibt bis dahin eine So-da-Brücke.
| Linie | Strecke | Takt                                 |
| ----- | --- | ------------------------------------ |
| S1    | Bamberg – Strullendorf – Hirschaid – Buttenheim – Eggolsheim – Forchheim Nord – Forchheim (Oberfr) – Kersbach (Oberfranken) – Baiersdorf – Bubenreuth – Erlangen – Erlangen Paul-Gossen-Straße – Erlangen-Bruck – Eltersdorf – Vach – Fürth Klinikum – Fürth Hbf – Nürnberg Rothenburger Str. – Nürnberg-Steinbühl – Nürnberg Hbf – Feucht – Feucht Ost – Ochenbruck – Mimberg – Burgthann – Oberferrieden – Postbauer-Heng – Pölling – Neumarkt (Oberpf) Stand: Fahrplanwechsel Dezember 2023 | 20/40 min 60 min (Bamberg–Forchheim) |